# 電光超人
《電光超人》（原文：Superhuman Samurai Syber-Squad）為美國改編日本圓谷製作拍攝的《電光超人古立特》製作而成的電視影集。1994年9月12日至1995年7月15日由美國廣播公司放映，簡稱「SSSS」。
台灣台視在1995年（民國84年）3月18日引進播出，片名仍然延用日本原名電光超人，後來於1998年易名為電腦戰士再度放映。

## 出場人物

### 主要角色
柯忠明（Sam Collins）
配音員：何國星（香港）
本作主角，在樂團中擔任吉他手，用吉他變身為電光超人（Servo）與怪物交戰，變身台詞『let's samurize guys』。
電光超人（Servo）
武器：電光神劍、電光神盾
必殺技：電光回力鏢
傅席娜（"Syd"ney Forrester ）
配音員：鄭麗麗（香港）
柯忠明的同學，在樂團中擔任鍵盤手以及演唱。
譚克（Tanker）
配音員：張錦江（香港）
柯忠明的同學，熱愛運動，在樂團中擔任鼓手。
安培（Amp Ere）
配音員：黎偉明（香港）
柯忠明的同學，在樂團中擔任電貝斯手，在第40話表明自己真實的身分其實是外星人後離開地球。
林福氣（Lucky London）
配音員：李錦綸（香港）
接替安培位子的新貝斯手。
小雪花（E"liz"abeth Collins）
配音員：林元春（香港）
柯忠明在劇中從未露面的妹妹。
珍妮（Jennifer "Jen" Doyle）
配音員：謝潔貞（香港）
忠明的女友
施媽媽（Mrs. Cha-Cha Rimba Starkey）
配音員：黃鳳英（香港）
忠明就讀學校的食堂老闆娘
畢校長（Principal Pratchert）
配音員：盧國權

### 敵對角色
范馬康（Malcolm Frink）（配音員：馮錦堂（香港））
電腦天才，總是穿著黑衣的獨行少年，忠明的同學但是兩人關係並不好，利用零壹魔王實體化的病毒怪獸製造麻煩並從中獲得樂趣，但他還是有其底線就是『絕對不鬧出人命』，與零壹魔王是互利關係並稱呼它為霸主。
角色定位是原作特攝《電光超人古立特》的反派藤堂武史。
零壹魔王（Kilokahn）（配音員：黃子敬（香港））
軍用人工智能(全名：Kilometric Knowledge-base Animate Human Nullity)，可以實體化馬康畫出來的怪獸插圖變成病毒怪獸(Mega-Virus monsters)來攻擊電腦主系統引起現實世界災害，自稱是數位世界(digital world)的霸主，瞧不起現實世界的人類並稱他們為肉球(meat-things)，利用馬康的怪獸尋找從數位世界突破到人類的現實世界的方法，另外馬康在他眼裡也是個可以使喚的肉球，曾利用實體化能力把馬康的意識調換成病毒怪獸來惡整他。

## 登場機械

### 電光武士（Xenon）
由支援電光超人的三架戰機所組而成的人型機器人。能夠與電光超人合體成『電光戰神（SYNCHRO）』，必殺技為「掃毒終結光波」。
- 鳳凰號（Vitor）

主要由席娜（Sydney ）所駕駛的大型噴射機。
- 毒蛇號（Borr）

原駕駛為安培（Amp）並在而後由福氣（Lucky）接替的雙頭鑽孔機。
- 天龍號（Tracto）

主要由譚克（Tanker）所駕駛的戰車。

### 電光守護神（Drago）
由支援電光超人的兩架戰機所組而成的恐龍型機器人，另外合體的狀態下也能變形為巨型戰機『飛龍號（Drago Jet）』。能夠與電光超人合體成『飛龍戰神（PHORMO）』，必殺技為「飛龍巨炮（Dragon Cannon）」。
- Jamb

主要由席娜（Sydney）所駕駛的戰鬥機。
- Torb

主要由譚克（Tanker）所駕駛的大型噴射機。

## 外部連結
- 台灣電視資料庫－電光超人[永久]
- 台灣電視資料庫－電腦戰士[永久]